# Fortaleza de Nazran
A Fortaleza de Nazran (em russo:  Крепость Назрань) é uma fortaleza do exército imperial russo na cidade de Nazran (Inguchétia). É um monumento único da arquitetura russa de fortificação do início do século XIX. A área onde a fortaleza está localizada - uma colina entre os rios Sunzha e Nazranka - era estrategicamente importante e, portanto, em diferentes períodos da história, havia fortificações, postos, fortalezas.
A fortaleza é um dos locais históricos e culturais mais importantes da Inguchétia e uma das principais atrações em seu território. Vários eventos estão associados a fortaleza, tanto na história do povo ingush quanto em toda a região caucasiana.

## História

### Período imperial
De acordo com o contramestre do exército russo L. Shtedera, em 1781, os inguches mantinham um posto neste local para proteger seus assentamentos localizados nas regiões mais altas dos rios Sunzha e Kambileevka: 
| “ | Назиран — небольшая речка, которая бежит на северо-восток по болотам, заросшим кустарником и тростником; у нее прозрачная вода и топкое ложе, поэтому ее, кроме как на отмелях, невозможно перейти. Эти трудные переправы, возвышенности и сама Сунжа, которая бежит на восток через лесистые горы, образуют здесь крепкое тесное ущелье, у которого ингуши обычно держат заставу». | ” |

| “ | Naziran é um pequeno rio que corre para o nordeste através de pântanos cobertos de arbustos e juncos; tem água limpa e uma leito pantanosa, por isso é impossível atravessá-lo, exceto nas águas rasas. Estas travessias difíceis, colinas e a própria Sunzha, que corre para o leste através das montanhas arborizadas, formam aqui um forte desfiladeiro estreito, no qual os Inguches costumam manter um posto avançado | ” |

Os príncipes cabardinos, exigindo tributo dos inguches, fizeram outra incursão nas terras destes. Nesse conflito, o comandante da linhagem caucasiana, o general I.F. Medem, ficou do lado do inguches. Ele exigiu que os príncipes cabardinos cessassem tais ações e avisou que, se essas ações fossem repetidas, ele seria forçado a tomar as medidas mais severas. Em 1810, de acordo com a proposta do comandante das tropas russas no Cáucaso A.P. Tormasov, 150 cossacos, 200 mosqueteiros e três armas foram alocados para proteger os inguches. Esse despacho, com a ajuda da população local, começou a construir uma fortificação. A fortaleza, além de proteger a população local, também deveria proteger as abordagens de Vladikavkaz e a Rodovia Militar da Geórgia  .
Em 14 de outubro de 1818, a fortaleza foi visitada por A. S. Griboedov, que estava viajando numa missão diplomática para a Pérsia . A fortaleza foi visitada também por E. E. Lachinov. Em 1842, a fortaleza foi visitada pelo futuro vice-presidente da Academia Imperial de Artes G. G. Gagarin, que criou vários esboços da fortaleza  .
O primeiro teste sério para a fortaleza foi a campanha do Imam do Daguestão, Gazi-Muhammad, a Vladikavkaz em março de 1832. Na batalha perto da fortaleza, Gazi-Muhammad foi derrotado e foi forçado a recuar  .
Em abril de 1841, ocorreu uma batalha de três dias com um grande destacamento liderado por Shamil. Este último tentou subjugar os Inguches e ir até Vladikavkaz e a Rodovia Militar da Geórgia. Nos dias 6 e 8 de abril, a guarnição, com o apoio da população local, resistiu teimosamente a Shamil e o forçou a recuar. Mais de 60 soldados e residentes locais que se destacaram nessas batalhas foram premiados com a Cruz de São Jorge, medalhas e fileiras de oficiais. Em 1846, uma nova campanha de Shamil novamente se deparou com uma resistência obstinada da guarnição e dos moradores locais e novamente terminou em fracasso para o assediador  .
Em 1858, ocorreu o levante de Nazran, um dos episódios do ataque à fortaleza, no qual participaram 5 mil rebeldes. O ataque foi repelido, o levante foi esmagado e os organizadores do levante foram executados ou exilados para trabalhos forçados na Sibéria  .
Em 1868, a primeira escola de dois anos em Inguchétia foi aberta na fortaleza. Em 1924, a primeira escola agrícola da região foi aberta e um campo de agro-técnico começou a operar. Posteriormente, a escola agrícola tornou-se a base da primeira instituição de ensino médio  .
No final do século XIX - início do século XX, a fortaleza começou a servir como guarita e local de detenção para combatentes contra o czarismo. Em 1905, Inguchétia foi removida da composição do departamento cossaco de Sunzhen para uma unidade administrativa separada - o distrito de Nazran, subordinado diretamente à administração regional. A administração do distrito foi centralizada na fortaleza  .

### Depois da revolução

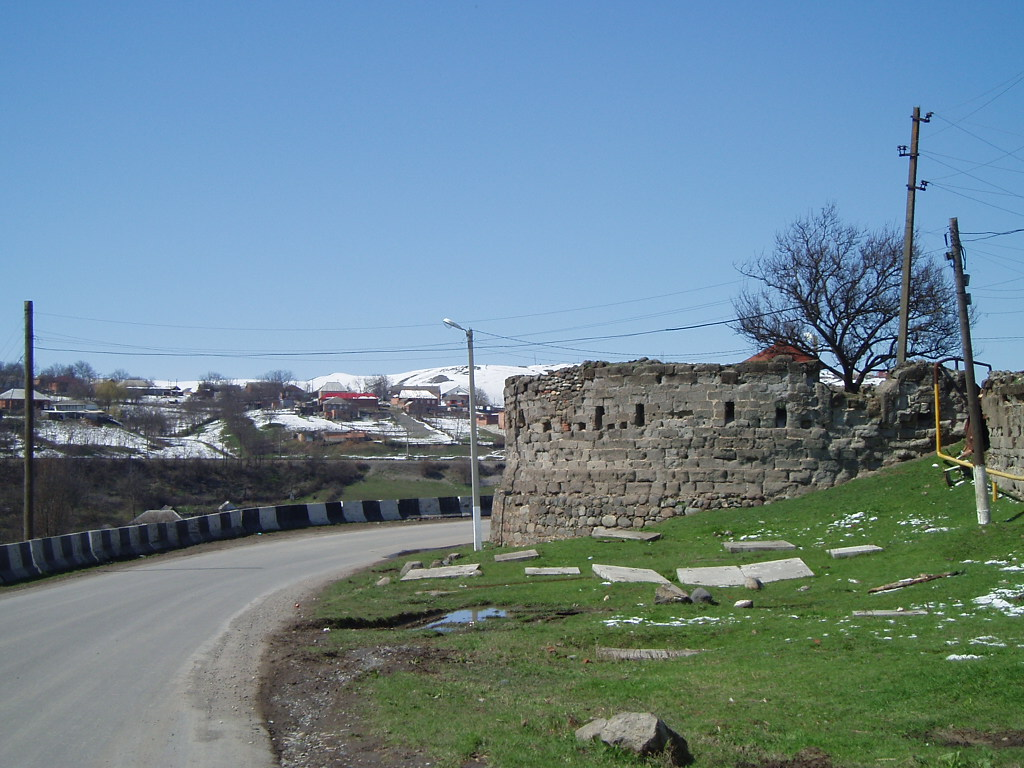
Estado atual

Após a Revolução de Outubro, a fortaleza tornou-se um dos centros da luta pelo poder soviético na Inguchétia. Em janeiro de 1918, um congresso do povo Ingush foi realizado na fortaleza . Em 15 de abril do mesmo ano, realizou-se na fortaleza um congresso do povo trabalhador da Inguchétia, com a participação de 3.500 pessoas. No congresso, dentre outras deliberações, decidiu-se restaurar o tráfego na ferrovia Beslan - Grózni - Khasavyurt  .
Em 14 de setembro de 1918, foi realizado um congresso do povo Inguche na fortaleza, presidido por Sergo Ordjonikidze. Os delegados do Congresso disseram que a Inguchétia faz parte da Rússia soviética e também expressaram apoio ao governo soviético . Em 12 de outubro daquele ano, na Fortaleza Nazran, no seguinte congresso, foi expresso apoio unânime ao partido bolchevique e ao regime soviético  .
Em 24 de janeiro de 1919, o congresso seguinte dos Inguches, também realizado na fortaleza, decidiu uma revolta armada contra o Exército Voluntário do General Denikin. No entanto, a resistência dos partidários do poder soviético foi quebrada e seus defensores sobreviventes foram forçados a recuar temporariamente para as regiões montanhosas  .
Em 22 de junho de 1919, representantes do povo Inguche se reuniram na fortaleza para discutir o ultimato de Denikin, exigindo a mobilização do exército de Denikin e o pagamento de uma enorme indenização. Os delegados do Congresso rejeitaram fortemente esse ultimato. Eles perceberam que na estação ferroviária de Nazran, o carregamento de vagões pela força da Inguche mobilizada estava em andamento. Os delegados chegaram à estação, mataram e prenderam os oficiais mobilizadores e demitiram os mobilizados para suas casas  .
Em 4 de abril de 1920, foi realizado na fortaleza o 15º congresso do povo Inguche, com a presença de Sergo Ordzhonikidze e S. M. Kirov. O congresso proclamou a restauração do poder soviético na Inguchétia  .
Em 19 de junho de 1920, a conferência partidária do distrito de Nazran foi realizada no território da fortaleza, que elegeu o distrito de Nazran do Partido Comunista. Em 25 de julho, começou o primeiro Congresso dos Sovietes da Inguchétia, na fortaleza, da qual participou o representante do Comitê Central do RCP (B.) pelo escritor A. S. Serafimovich. Em 27 de agosto do mesmo ano, foi realizada na fortaleza a primeira conferência da União da Juventude Comunista do Distrito de Nazran, na qual participaram 25 delegados  .
Em 16 de fevereiro de 1924, uma conferência de representantes do trabalho da Inguchétia foi realizada na fortaleza, com a participação de 1.500 delegados. As apresentações na conferência foram feitas por S. Ordzhonikidze e A. I. Mikoyan  .
Na década de 1980, o hospital distrital de Nazran estava localizado na fortaleza  .